# Dobra nowina według św. Marka
Dobra nowina według św. Marka – polski przekład Ewangelii Marka dokonany przez ks. Tomasza Węcławskiego. 
Pierwsze wydanie przekładu ukazało się na przełomie 1999 i 2000 nakładem parafii rzymskokatolickiej pod wezwaniem Maryi Królowej w Poznaniu. Drugie wydanie opublikowało w roku 2004 dominikańskie wydawnictwo "W drodze". 

## Charakterystyka przekładu
Język przekładu zachowuje cechy języka mówionego, z jego prostotą, bezpośredniością i chropowatością. Na przykład grecki wyraz Καὶ (i), który pojawia się bardzo często w Ewangelii Marka w roli łącznika zdań, przetłumaczony został jako "no i". Nie miał być to język potoczny, co również stwierdzili językoznawcy, wynajdując słownictwo, które określali jako "książkowe" (Szczepińska, 2005). Sam autor tłumaczenia podkreślał, że nie chodzi mu też o uwspółcześnianie. 
Nie zamierzałem dokonywać uwspółcześnienia. Przekładam w miarę współczesnym językiem polskim, bo takim mówimy. Nie waham się jednak stosować słów rzadkich i nieco przestarzałych, jeśli tylko pozostają zrozumiałe. Uważam za fatalny błąd takie uwspółcześnianie przekładów, które za współczesny uznaje przeciętny język publicystyczno-medialny.
Takie słowa jak "duch święty" czy "syn" (w odniesieniu do Jezusa) zostały napisane małą literą. Według tłumacza św. Marek nie używał ich w takim znaczeniu, w jakim to robi dzisiejszy Kościół. Inną cechą przekładu było nietłumaczenie słów pochodzących z języka aramejskiego, którego używał Jezus, np. Amen. Węcławski podkreślał dosłowność przekładu.

## Zastosowanie przekładu
Według tłumacza Ewangelia Marka ma charakter wielkiej katechezy, przeznaczonej do odczytywania podczas liturgii paschalnej. Dlatego też, zgodnie z notą redakcyjną do wydania z 2004, tekst przekładu służyć miał przede wszystkim do głośnego czytania. 
Zgodnie z intencją tłumacza, całość tekstu Dobrej nowiny została przeczytana w roku 2000 w Poznaniu podczas cyklu "Verba sacra - Modlitwy Katedr Polskich". Jak Węcławski przyznał w 2007, były też próby odczytywania tekstu w ramach liturgii słowa - ale przekład się do tego nie nadawał. W 2007 tekst przekładu został opublikowany na stronie internetowej autora, prowadzonej w ramach Pracowni Pytań Granicznych Uniwersytetu im. Adama Mickiewicza w Poznaniu.